# Bechsteinbrunnen

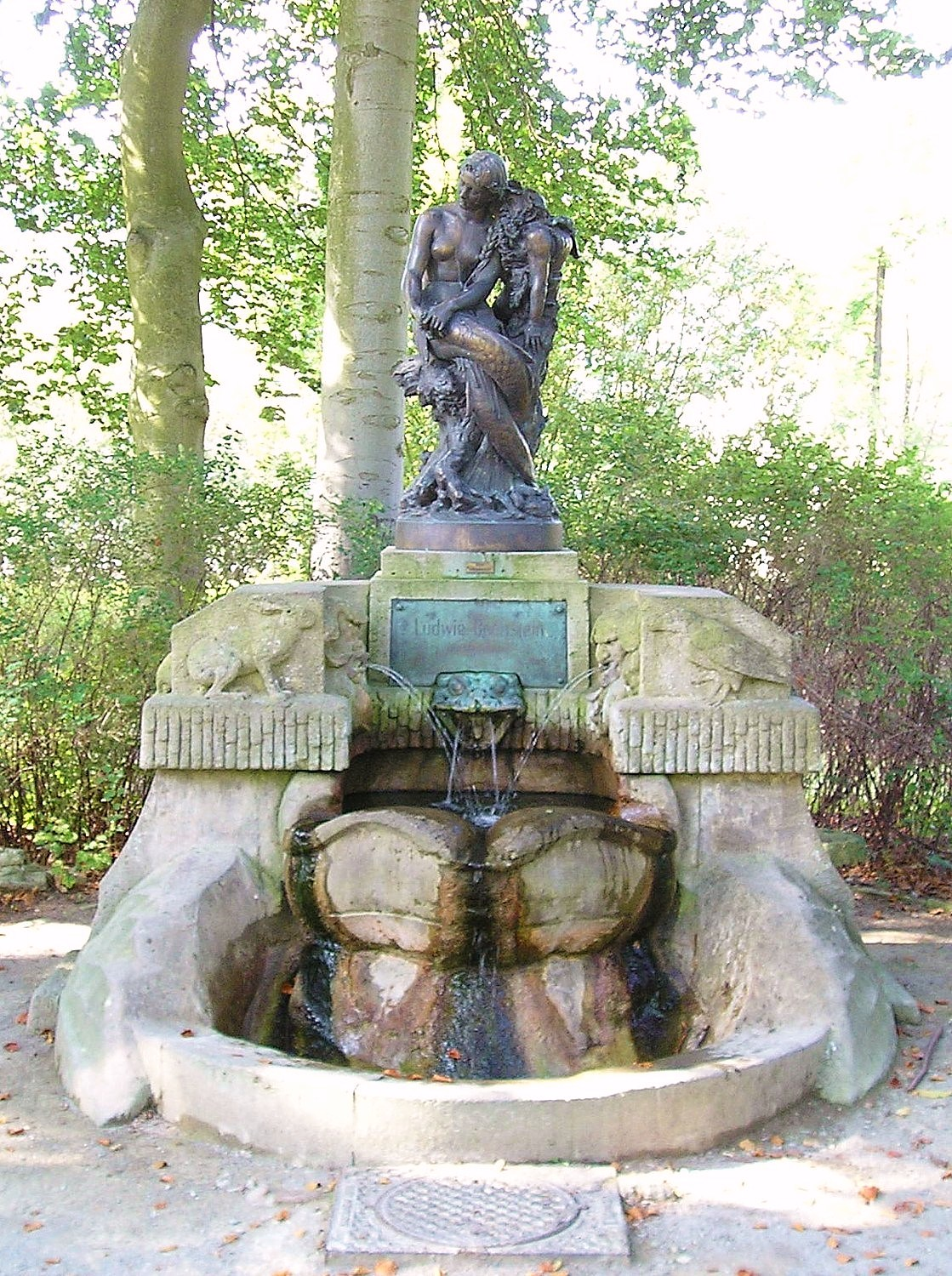
Bechstein- oder Märchenbrunnen

Der Bechsteinbrunnen, auch Märchenbrunnen genannt, ist ein 1909 erbauter Brunnen in der Stadt Meiningen. Er ist dem Schriftsteller, Archivar, Märchen- und Sagensammler Ludwig Bechstein (1801–1860) gewidmet. Der von Robert Diez geschaffene Brunnen befindet sich an einem Hauptweg im Englischen Garten.

## Geschichte
Zu Ehren seines Gründers Ludwig Bechstein eröffnete der Hennebergisch-altertumsforschende Verein (HAV) an dessen 100. Geburtstag am 24. November 1901 einen Denkmalfonds zur Errichtung eines Märchenbrunnens in Höhe von 8500 Goldmark. Er sollte zunächst unweit von Bechsteins Wohnhaus an der Stelle des Schwanenbrunnens in der Marienstraße errichtet werden. Später entschied sich die Stadt jedoch für einen zugänglicheren Standort im Englischen Garten. Für die Gestaltung des Brunnens konnten Stadt und Verein den bekannten Bildhauer Robert Diez aus Dresden gewinnen.
Am 14. Mai 1909, Bechsteins 49. Todestag, wurde der Märchenbrunnen von Oberbaurat und Architekt Eduard Fritze feierlich eingeweiht. Fritze hielt als Vorsitzender des Hennebergisch-altertumsforschenden Vereins auch die Festrede. Die Gesamtkosten beliefen sich am Ende auf 15.000 Goldmark. Zu den Sponsoren gehörten der Kaiser Wilhelm II., der Herzog Georg II., der Justizrat und Bankier Adolf Braun, die Stadt Meiningen und weiterhin eine Reihe von Geschichtsvereinen und Schulen.
Ende 1990 stahlen als Bautrupp getarnte Diebe am helllichten Tag die auf dem Brunnenbecken angebrachte bronzene Figurengruppe. Trotz intensiver Fahndung konnte das Diebesgut nicht mehr aufgespürt werden. Unter dem Nachlass des Bildhauers Diez im Stadtmuseum Dresden befand sich noch die Holzplastik, die für die Herstellung der Bronzefiguren einst als Vorlage diente. Die Stadt Meiningen ließ daraufhin eine neue Figurengruppe gießen und diese Mitte der 1990er Jahre diebstahlsicher anbringen.

## Gestaltung
Sockel und Becken des Brunnens bestehen aus massiven Kalkstein, auf dem sich rundum Reliefs von Tieren und Fabelwesen befinden. Das Brunnenbecken wird von zwei Waldgeistern und einem kupfernen Froschkopf gespeist, die dreiseitig um das Becken angeordnet sind, und jeweils über zwei Wasserausläufe verfügen. Über dem Froschkopf ist eine kupferne Gedenktafel für Ludwig Bechstein angebracht. Auf dem Kalksteinsockel steht die bronzene Figurengruppe „Waldgeheimnis“, die nach einer 1894 von Diez geschaffenen Holzplastik als Vorlage gefertigt wurde. Diese stellt einen missgestalteten, gutmütigen Erdgeist dar, der einer Nymphe Geheimnisse aus dem Innern der Erde zuraunt, die diese wiederum dem Volk als Märchen weitererzählt.